# Étevaux
Étevaux est une commune française située dans le canton d'Auxonne du département de la Côte-d'Or en région Bourgogne-Franche-Comté.

## Géographie

### Climat
Pour des articles plus généraux, voir Climat de la Bourgogne-Franche-Comté et Climat de la Côte-d'Or.
En 2010, le climat de la commune est de type climat des marges montargnardes, selon une étude du Centre national de la recherche scientifique s'appuyant sur une série de données couvrant la période 1971-2000. En 2020, Météo-France publie une typologie des climats de la France métropolitaine dans laquelle la commune est dans une zone de transition entre le climat océanique altéré et le climat océanique altéré et est dans la région climatique  Bourgogne, vallée de la Saône, caractérisée par un bon ensoleillement (1 900 h/an), un été chaud (18,5 °C), un air sec au printemps et en été et des vents faibles. 
Pour la période 1971-2000, la température annuelle moyenne est de 10,6 °C, avec une amplitude thermique annuelle de 17,5 °C. Le cumul annuel moyen de précipitations est de 847 mm, avec 11,5 jours de précipitations en janvier et 8,1 jours en juillet. Pour la période 1991-2020, la température moyenne annuelle observée sur la station météorologique de Météo-France la plus proche, « Poyans », sur la commune de Poyans à 18 km à vol d'oiseau, est de 11,1 °C et le cumul annuel moyen de précipitations est de 911,8 mm,. Pour l'avenir, les paramètres climatiques de la commune estimés pour 2050 selon différents scénarios d'émission de gaz à effet de serre sont consultables sur un site dédié publié par Météo-France en novembre 2022.

## Urbanisme

### Typologie
Au 1er janvier 2024, Étevaux est catégorisée commune rurale à habitat dispersé, selon la nouvelle grille communale de densité à 7 niveaux définie par l'Insee en 2022.
Elle est située hors unité urbaine. Par ailleurs la commune fait partie de l'aire d'attraction de Dijon, dont elle est une commune de la couronne,. Cette aire, qui regroupe 333 communes, est catégorisée dans les aires de 200 000 à moins de 700 000 habitants,.

### Occupation des sols
L'occupation des sols de la commune, telle qu'elle ressort de la base de données européenne d’occupation biophysique des sols Corine Land Cover (CLC), est marquée par l'importance des territoires agricoles (58,1 % en 2018), en diminution par rapport à 1990 (59 %). La répartition détaillée en 2018 est la suivante : 
terres arables (54,5 %), forêts (32,8 %), milieux à végétation arbustive et/ou herbacée (4,8 %), zones urbanisées (4,3 %), prairies (3,6 %). L'évolution de l’occupation des sols de la commune et de ses infrastructures peut être observée sur les différentes représentations cartographiques du territoire : la carte de Cassini (XVIIIe siècle), la carte d'état-major (1820-1866) et les cartes ou photos aériennes de l'IGN pour la période actuelle (1950 à aujourd'hui).

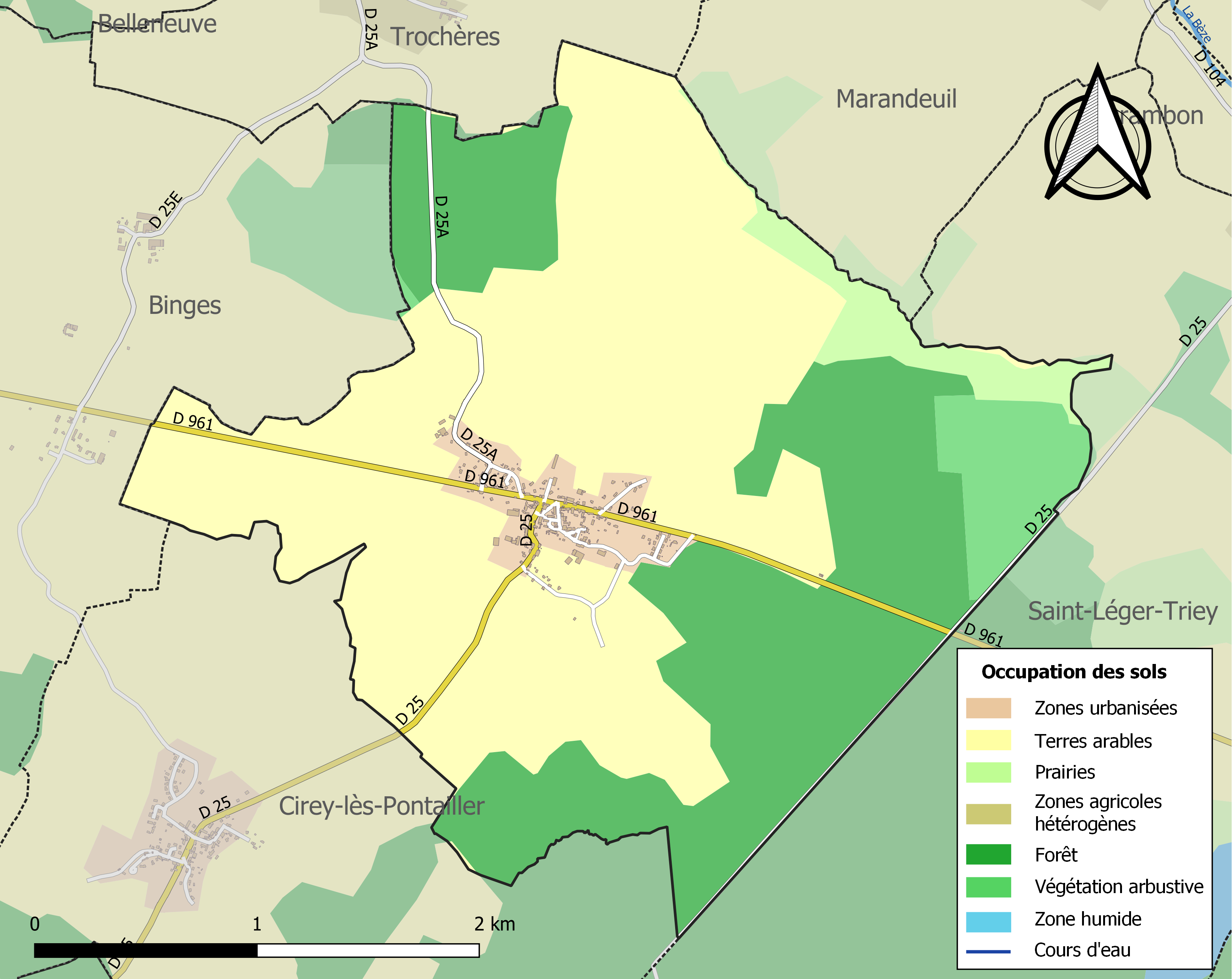
Carte des infrastructures et de l'occupation des sols de la commune en 2018 (CLC).

## Toponymie
Le nom ancien de la commune serait  Stavellœ "petite étable"; pour d'autres, son nom viendrait d'æstivale, probablement un "pâturage d'été", de même que Étivey (89), ou Étivau (h. Saint-Poil, 71). Il s'agissait à l'origine sans doute de lieux frais où l'on pouvait conduire le bétail pendant les périodes de sécheresse.     

## Histoire
Au XVIe siècle, un paysan d'Étevaux entendant prêcher le P. Christophe, jésuite, à la Sainte-Chapelle, le 20 mars 1593, contre Henri IV qu'il appelait relaps et hérétique, dit tout haut qu'il ferait mieux de prêcher son Évangile, sans parler contre son roi ; il fut mis en prison durant la ligue.
Au XVIIIe siècle, Jean-François, seigneur d'Étevaux et du Monceau, reprit le fief de l'Épinay en 1728.
Avant la Révolution, le village était une annexe de Binges, dépendant du doyenné de Mirebeau. L'église est dédiée à sainte Madeleine. Le prieur de Saint-Legeor était seigneur et décimateur du village.
Au milieu du XIXe siècle, nous avons une description du village: "il est en plaine marécageuse et compte environ 50 feux (300 hab.). Il a des terres à froment et menus grains. Le finage arrosé par l'Albane contient beaucoup de bois à l'est, dont une partie est aux habitants. Les Poids et mesure sont celles de Maxilly, et la pinte de Dijon; le village dépend de la subdélégation d'Auxonne; Le bureau de la poste, et le contrôle dépendent d'Is-sur-Tille, à une lieue un tiers; quatre lieues à l'est de Dijon."

## Lieux et monuments

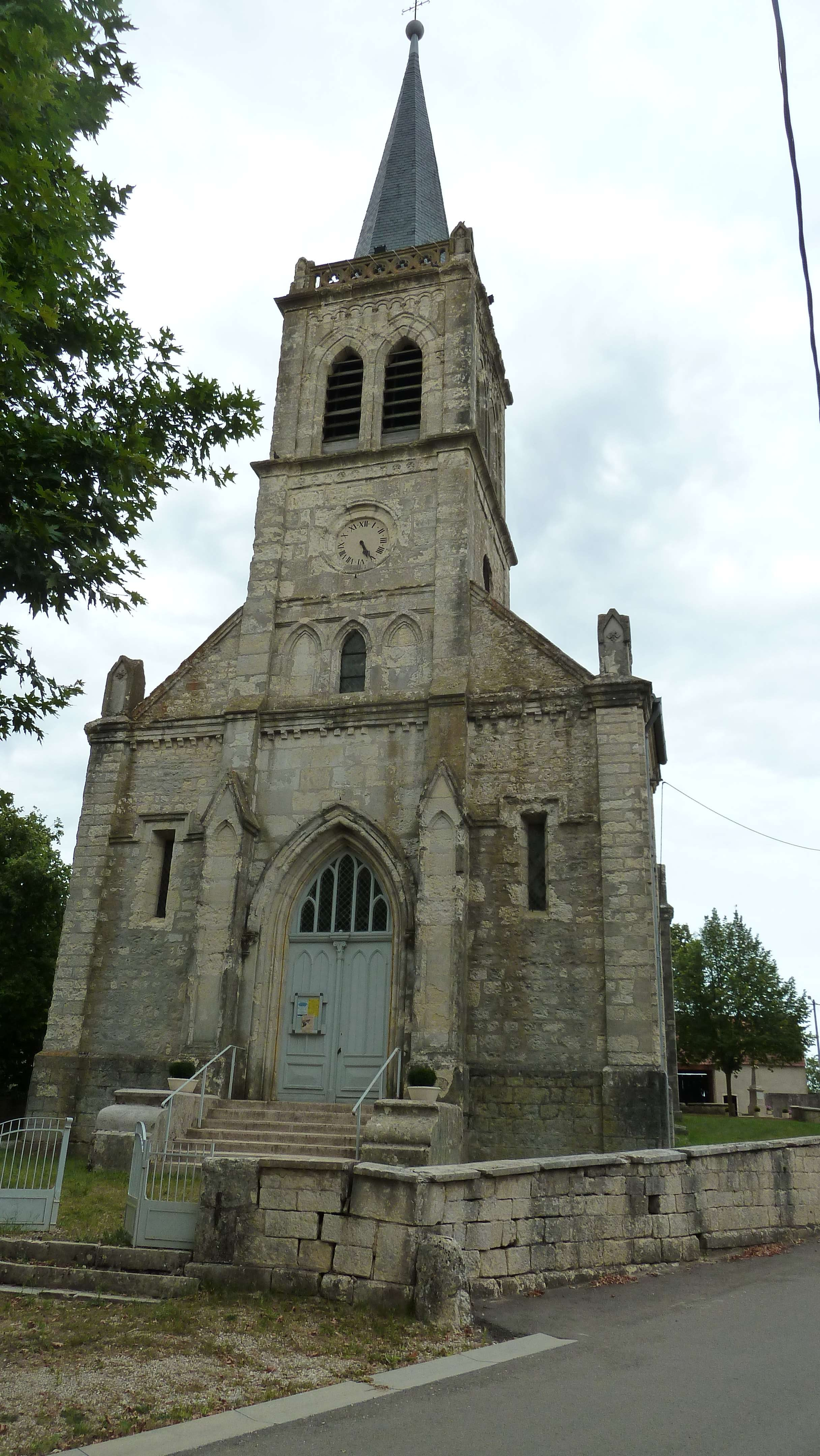
L’église Sainte Madeleine.

## Politique et administration
| Période                                  | Période  | Identité           | Étiquette | Qualité          |
| ---------------------------------------- | -------- | ------------------ | --------- | ---------------- |
| avant 1981                               | ?        | Emile Mutin        |           |                  |
| mars 2001                                | 2014     | Guy Brunie         |           |                  |
| mars 2014                                | En cours | Jean-Claude Rossin | SE        | Salarié agricole |
| Les données manquantes sont à compléter. |          |                    |           |                  |

## Démographie
L'évolution du nombre d'habitants est connue à travers les recensements de la population effectués dans la commune depuis 1793. Pour les communes de moins de 10 000 habitants, une enquête de recensement portant sur toute la population est réalisée tous les cinq ans, les populations de référence des années intermédiaires étant quant à elles estimées par interpolation ou extrapolation. Pour la commune, le premier recensement exhaustif entrant dans le cadre du nouveau dispositif a été réalisé en 2004.

En 2022, la commune comptait 316 habitants, en évolution de +0,32 % par rapport à 2016 (Côte-d'Or : +0,82 %, France hors Mayotte : +2,11 %).
| 1793 | 1800 | 1806 | 1821 | 1831 | 1836 | 1841 | 1846 | 1851 |
| ---- | ---- | ---- | ---- | ---- | ---- | ---- | ---- | ---- |
| 303  | 311  | 295  | 317  | 355  | 348  | 337  | 325  | 360  |

| 1856 | 1861 | 1866 | 1872 | 1876 | 1881 | 1886 | 1891 | 1896 |
| ---- | ---- | ---- | ---- | ---- | ---- | ---- | ---- | ---- |
| 300  | 314  | 309  | 284  | 279  | 265  | 235  | 245  | 228  |

| 1901 | 1906 | 1911 | 1921 | 1926 | 1931 | 1936 | 1946 | 1954 |
| ---- | ---- | ---- | ---- | ---- | ---- | ---- | ---- | ---- |
| 205  | 234  | 225  | 180  | 195  | 196  | 188  | 204  | 193  |

| 1962 | 1968 | 1975 | 1982 | 1990 | 1999 | 2004 | 2006 | 2009 |
| ---- | ---- | ---- | ---- | ---- | ---- | ---- | ---- | ---- |
| 176  | 162  | 165  | 206  | 247  | 259  | 288  | 290  | 292  |

| 2014 | 2019 | 2022 | - | - | - | - | - | - |
| ---- | ---- | ---- | - | - | - | - | - | - |
| 315  | 314  | 316  | - | - | - | - | - | - |

## Personnalités liées à la commune
C'est la patrie de J. Patouillet, mort en 1585, âgé de 60 ans. On voit à l'église d'Étevaux, son éloge. Bemi Belleau dit qu'il était homme de grand jugement, de grande lecture, savant dans les langues et l'histoire. M. de la Mare avait composé sa vie.

## Héraldique
| Blason de Étevaux | Blason  | Coupé ondé : au 1er d'azur au soleil non figuré d'or, au 2e de gueules aux trois quintefeuilles aussi d'or, à la trangle aussi ondée d'argent brochant sur la partition. |
| Blason de Étevaux | Détails | Le statut officiel du blason reste à déterminer. |